# Hygrocybe cantharellus
Hygrophorus  cantharellus (Lewis David de Schweinitz, 1822) William Alphonso Murrill, 1911) din încrengătura Basidiomycota, în familia Hygrophoraceae și de genul Hygrophorus este o specie preponderent saprofită (s-a constatat recent că există probabil un fel de relație reciprocă între miceliul bureților și mușchii) insa unele parti rarä, insa altele destul de frecventă de ciuperci comestibile. O denumire populară nu este cunoscută. Buretele se dezvoltă în România, Basarabia și Bucovina de Nord pe sol argilos și ierbos între mușchi în păduri de foioase sau în cele mixte, la marginea lor, prin poieni de pădure, pe lângă poteci forestiere și pe pajiști umede, crescând mereu în grupuri din (august) septembrie până în noiembrie.

## Taxonomie

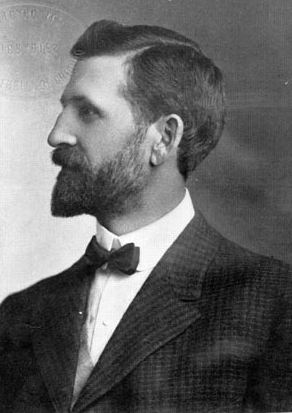
William A. Murrill

Numele binomial a fost determinat sub denumirea Agaricus cantharellus de micologul germano-american Lewis David de Schweinitz în articolul său din 1822 (publicat în Saxonia), văzând-o specie pur americană.
Apoi, în 1911, micologul american William Alphonso Murrill a transferat specia la genul Hygrocybe (ca Hydrocybe) sub păstrarea epitetului, de verificat în volumul 3 al jurnalului Mycologia.
Sinonim obligatoriu este Pseudohygrocybe cantharella al micologului rus Aleksandr Kovalenko (1953-2021) din 1988, anume Pseudohygrocybe cantharella, bazând pe descrierea lui Schweinitz. Toate celelalte încercări de redenumire precum variațiile descrise sunt acceptate drept sinonime.
Epitetul specific se referă la marea asemănare a speciei cu ciuperci ale genului Cantharellus pe exterior.

## Descriere

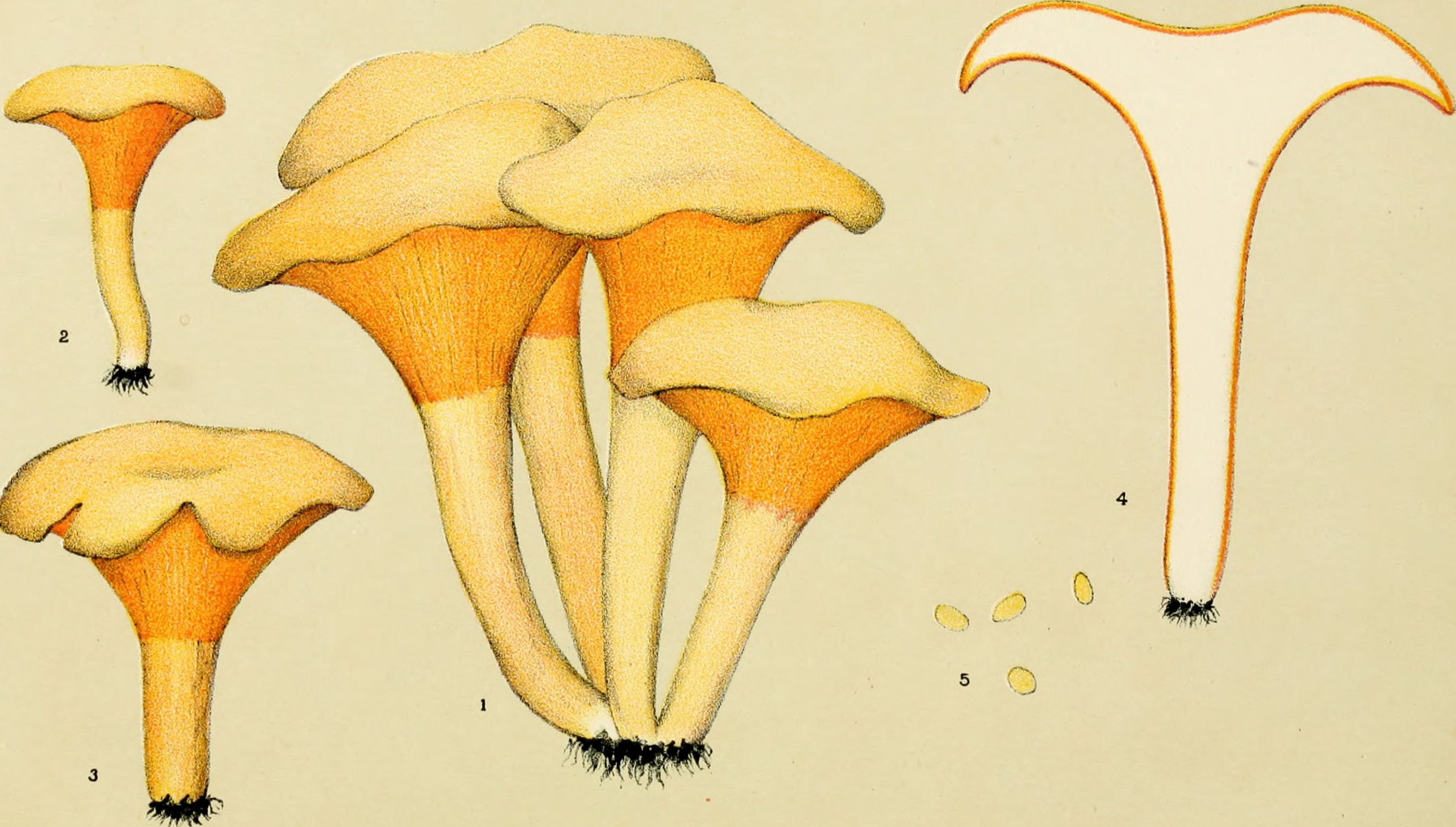
Hygrocybe cantharellus

- Pălăria: are un diametru între 1,5 și 3,5 (4) cm, este subțire, nu prea fragilă, mai mult sau mai puțin higrofană, inițial emisferică până la convexă, apoi convexă până aplatizată, adesea cu centrul deprimat până ombilical, nu rar cu marginea crenelată sau ondulată. Cuticula uscată este cel puțin în centru fin solzoasă până la turtit scămoasă. Coloritul se prezintă, când este umed, stacojiu până roșu portocaliu, decolorând treptat până la portocaliu-galben sau galben-ocru, adesea cu marginea galbenă, fără sau cu striații translucide foarte scurte, iar la uscare portocaliu până la ocru-portocaliu.
- Lamelele: sunt distanțate, groase, aproape umflate, adesea puternic arcuite sau segment-forme, inegale, cu lameluțe intercalate de lungime diferită, fiind lung decurente la picior. Coloritul mai întâi alb, apoi crem până la galben de sulf, devine în cele din urmă adesea galben de ceară sau galben-portocaliu, în special la baza lor.
- Piciorul: cu o lungime de 2 la 5 (6,5) cm și o grosime de 0,25 până la 0,8 cm, este ușor detașabil de pălărie, glabru și uscat, dar la bază pâslos, cilindric, umplut, mai târziu fistulos pe dinăuntru. Coloritul seamănă celui al pălăriei, dar este spre bază galben pal până la alb, rămânând la vârf adesea roșu pentru mult timp. Nu se colorează prin rupere în negru.
- Carnea: pal galbenă ce nu se decolorează după tăiere este în pălărie subțire (până la 2,5 mm), destul de fermă și în picior spongioasă, mirosul fiind imperceptibil și gustul blând, dar nu distinctiv.[4][5]
- Caracteristici microscopice: are spori elipsoidali, alungit ovoidali, o parte adesea considerabil în formă de fasole, în vedere frontală nu sau doar puțin mai lați, uneori puțin îngustați, având o mărime de (7) 8-l1,5 (12,5) x (4,5) 5,0-7,0 (7,5)  microni. Pulberea lor este albă. Basidiile cu preponderent 4 spori (uneori doar doi) foarte variabile, în unele colecții clavate, în altele îngust clavate, măsoară 35-65(-72) x 7,5-11,5 microni. Basidiole sunt uneori frecvente, sub-cilindrice până la clavate îngust. Pileipellis o cutis uscată cu multe fascicule de hife ascendente până erecte, constituind un trichoderm, alcătuit din hife neramificate strânse la sept. Elementele terminale sunt cilindrice, elipsoidale sau clavate cu o dimensiune de 31-125 x (4,5) 7-17 microni. Trama himenoforală sub-regulară este alcătuită din hife paralele până împletite slab, cu elemente destul de scurte, adesea puternic umflate de 26-100 x (5,5) 9-20(25) microni. Cistidele (elemente sterile situate în stratul himenal sau printre celulele din pielița pălăriei și a piciorului, probabil cu rol de excreție) lipsesc. Stipitipellis a cutis, alcătuit din hife culcate cu elemente cilindrice, de 2,5-5,5 um lățime. Conexiuni cu cleme sunt prezente.[9]
- Reacții chimice: carnea colorează apă galben ca sulful.[10]

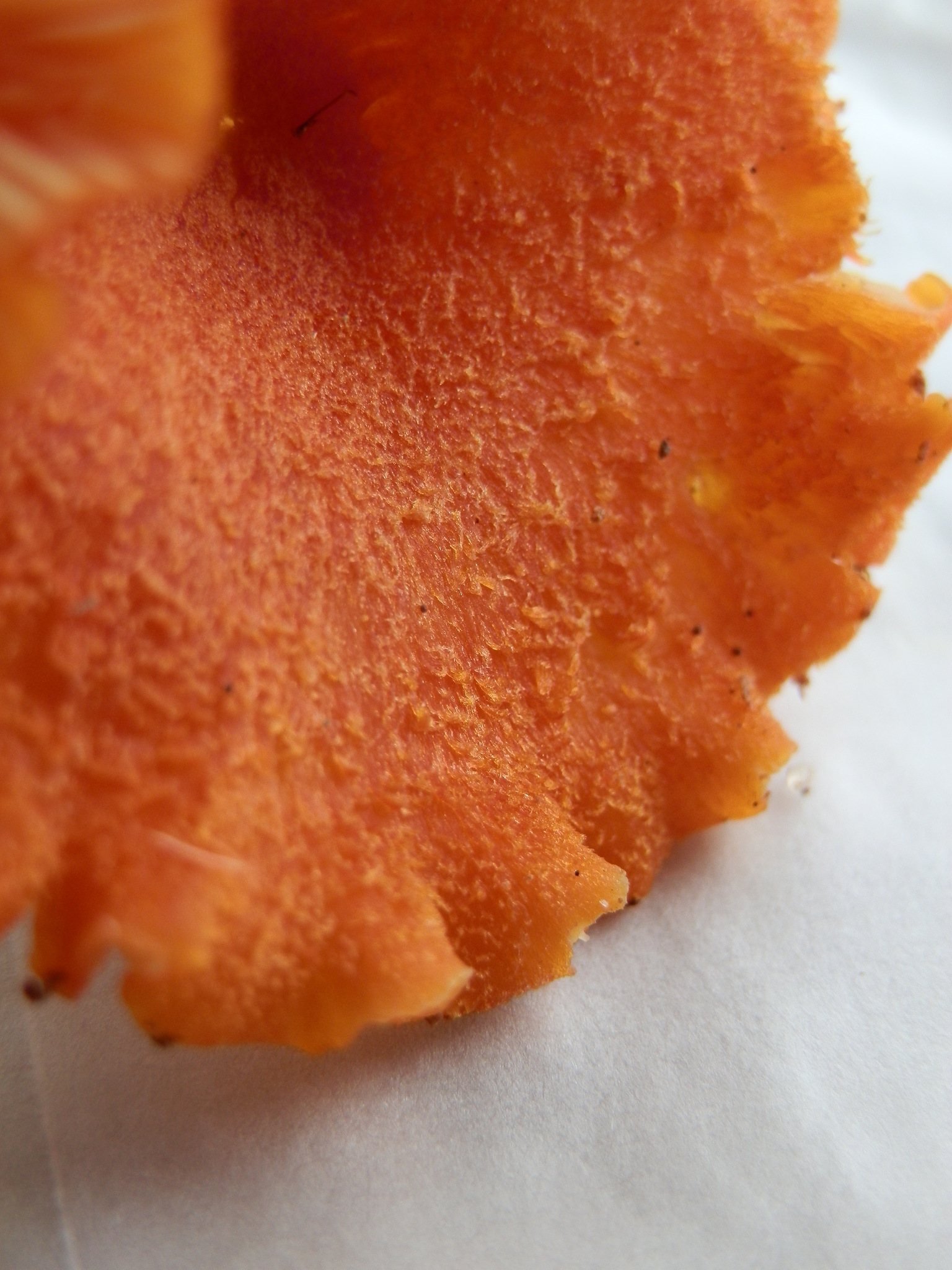
H. cantharellus, pălărie din apropiere
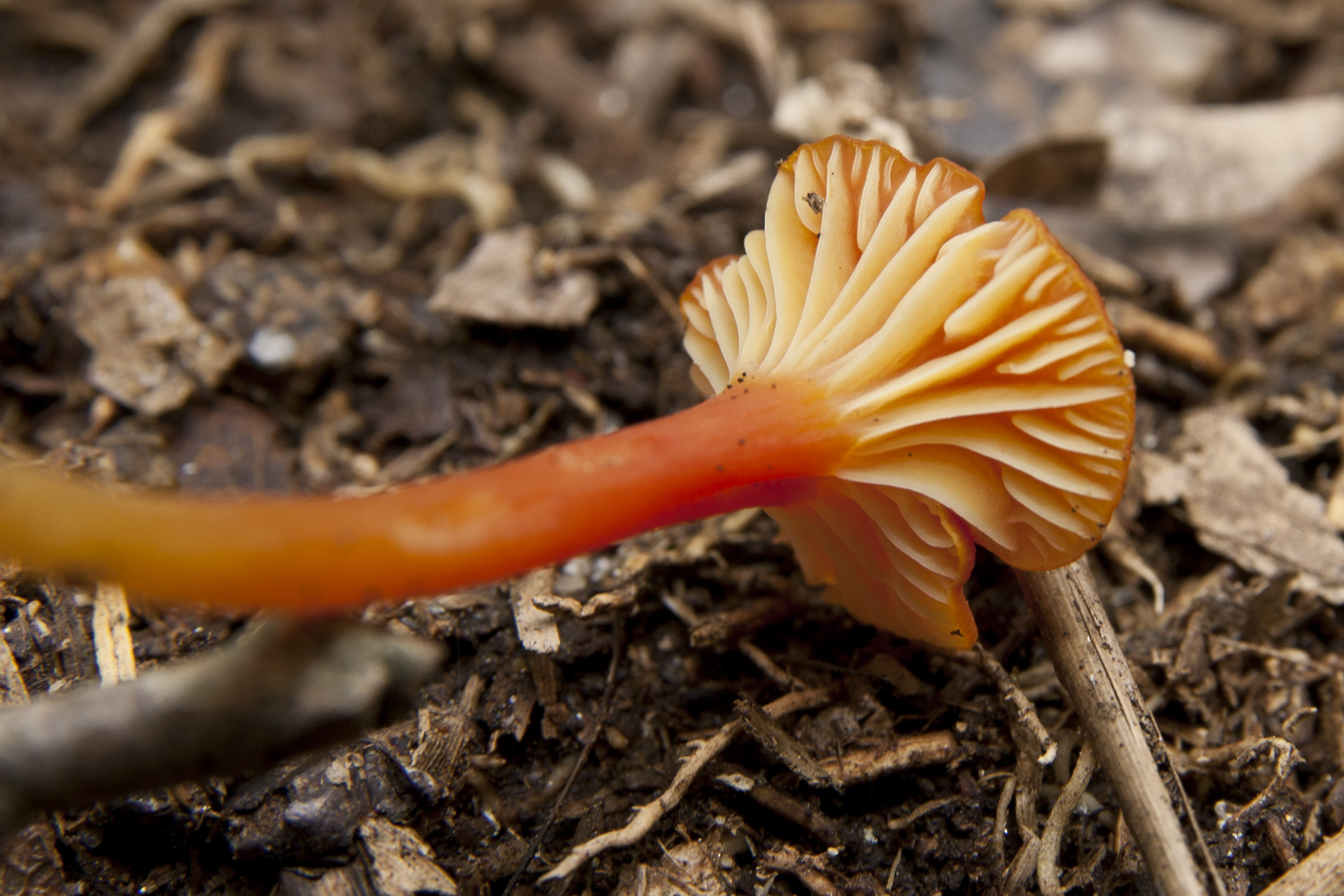
H. cantharellus lamele și picior
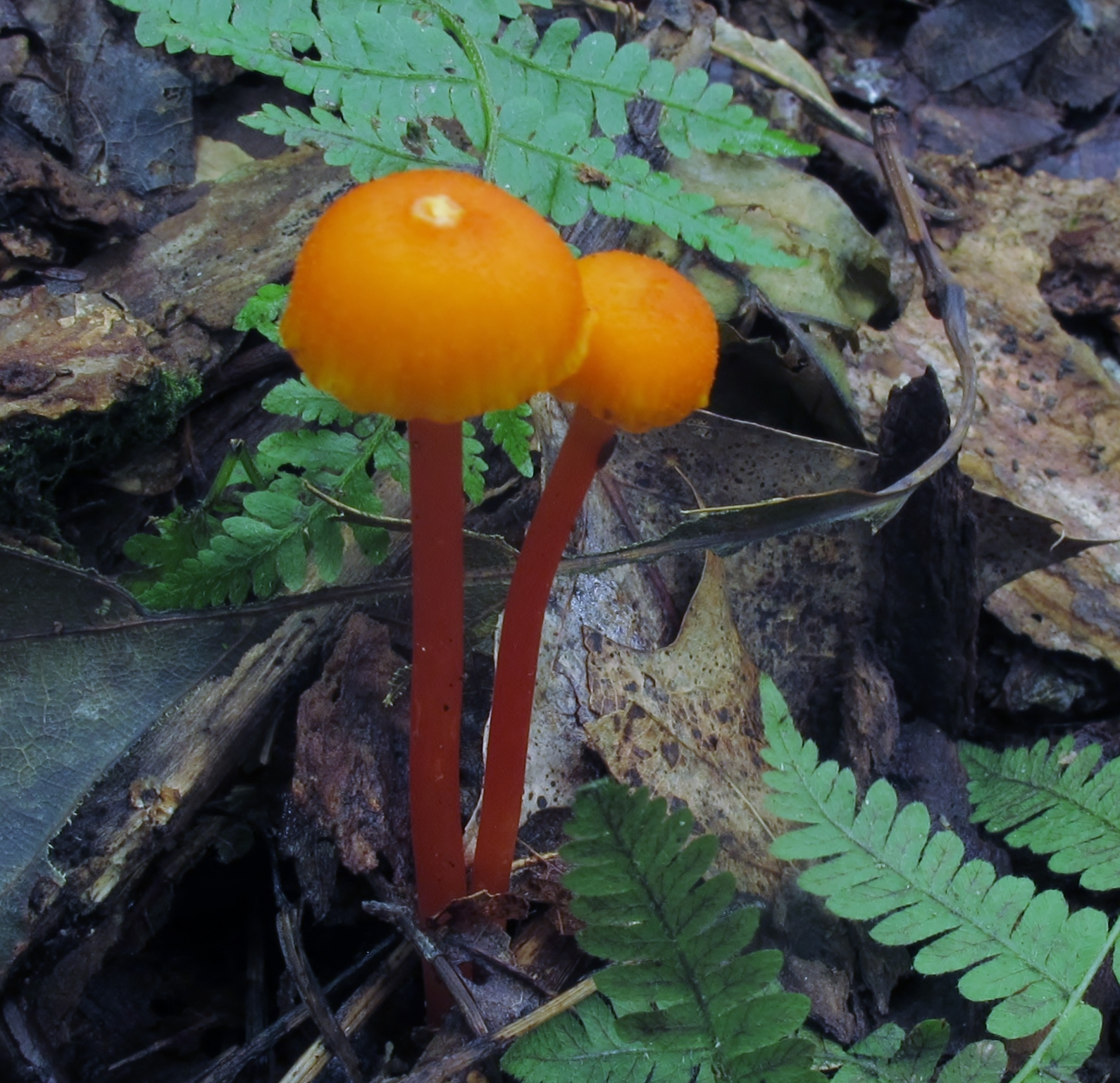
H. cantharellus tineri
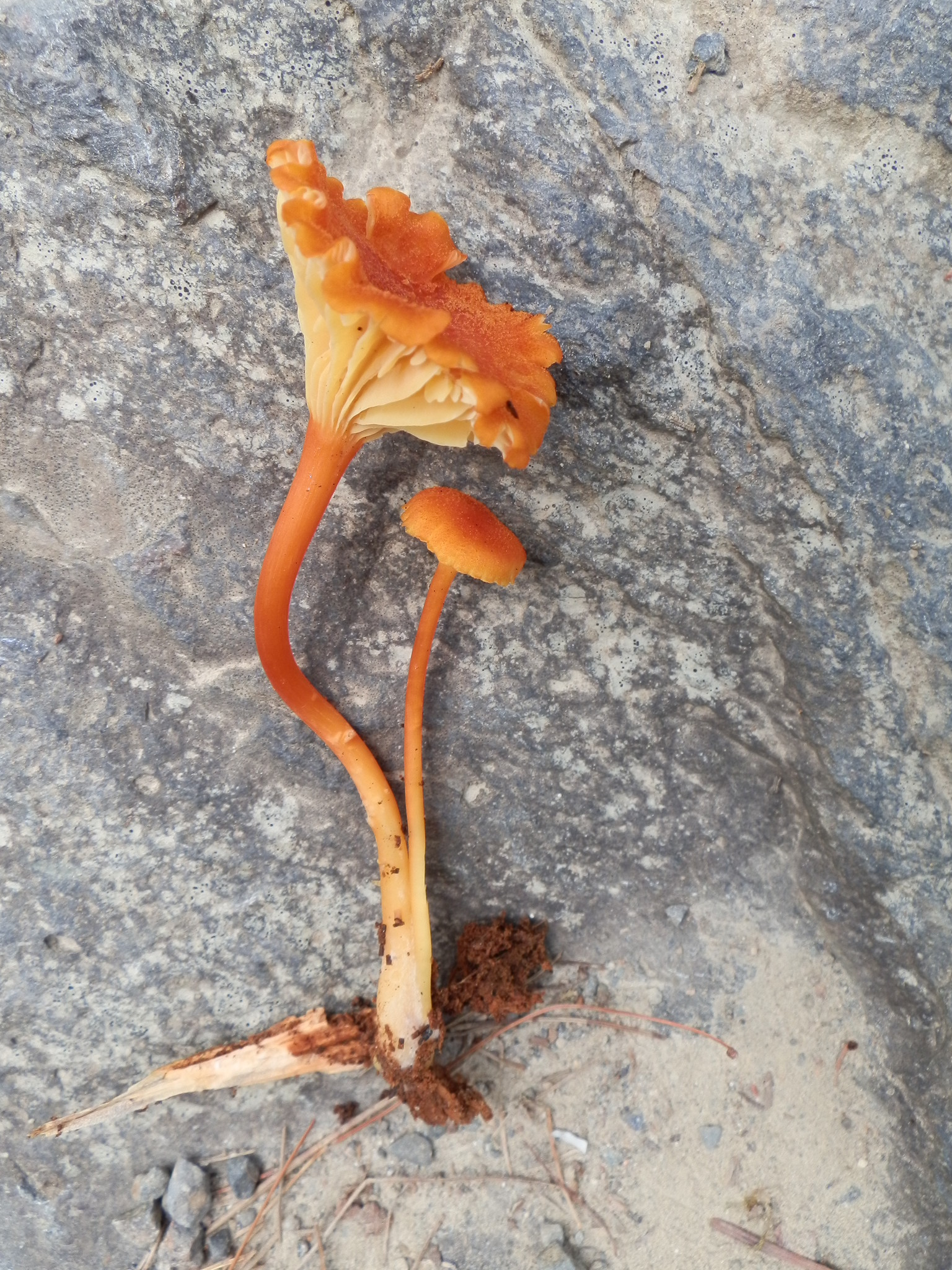
H. cantharellus, bătrân și tânăr
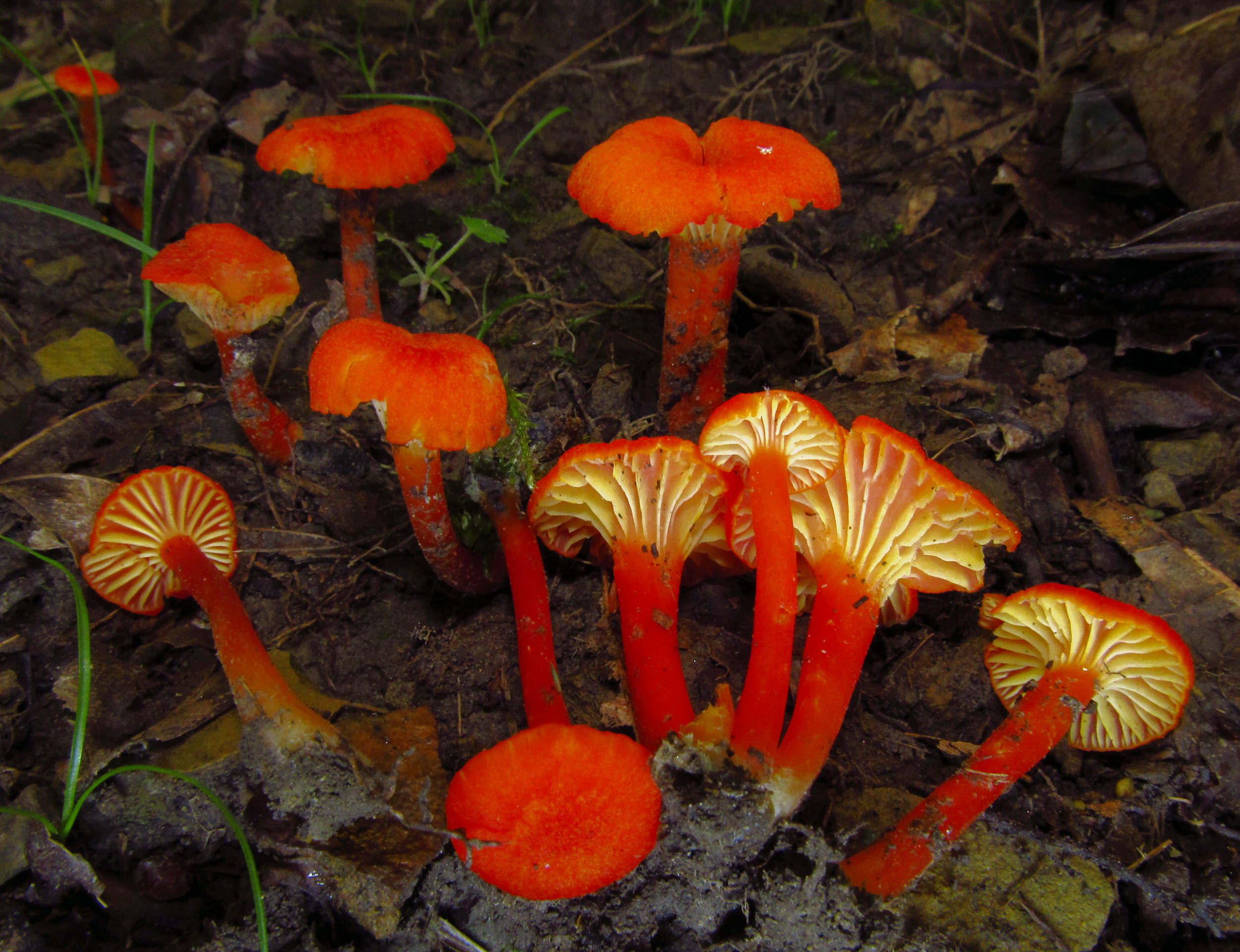
H. cantharellus, grup

## Confuzii
Hygrocybe cantharellus poate fi confundată de exemplu cu specii de același gen, cu toate foarte greu de diferențiat și mai mult sau mai puțin comestibile, cum sunt Hygrocybe acutoconica (șofrănie, miros slab de vopsea de dispersie, gust blând, apare deja în mai), Hygrocybe aurantiosplendens (colorit mult mai roșiatic, miros plăcut și gust blând), Hygrocybe chlorophana (comestibilă), Hygrocybe ceracea (fără valoare culinară), Hygrocybe coccineocrenata (fără valoare culinară), Hygrocybe glutinipes (fără valoare culinară, pălăria are diametru mai mic de 1-3 cm, preferă apropierea de arbori foioși, miros și gust imperceptibil), Hygrocybe intermedia, Hygrocybe laeta sin. Gliophorus laetus (comestibilă), Hygrocybe miniata, Hygrocybe psittacina sin. Gliophorus psittacinus, (fără valoare culinară, pălăria are diametru mai mic de 1-4 cm, foarte vâscoasă, cu un colorit verzui până la galben-verzui cu carne albă și nuanțe verzuie, miros imperceptibil și gust blând), Hygrocybe vitellina sin. Gloioxanthomyces vitellinus (fără valoare culinară) sau chiar cu Cantharellus amethysteus, Cantharellus cibarius, Cantharellus friesii și înrudiți (poartă stinghii, nu lamele) precum cu specia de calitate scăzută Hygrophoropsis aurantiaca.

## Specii asemănătoare în imagini

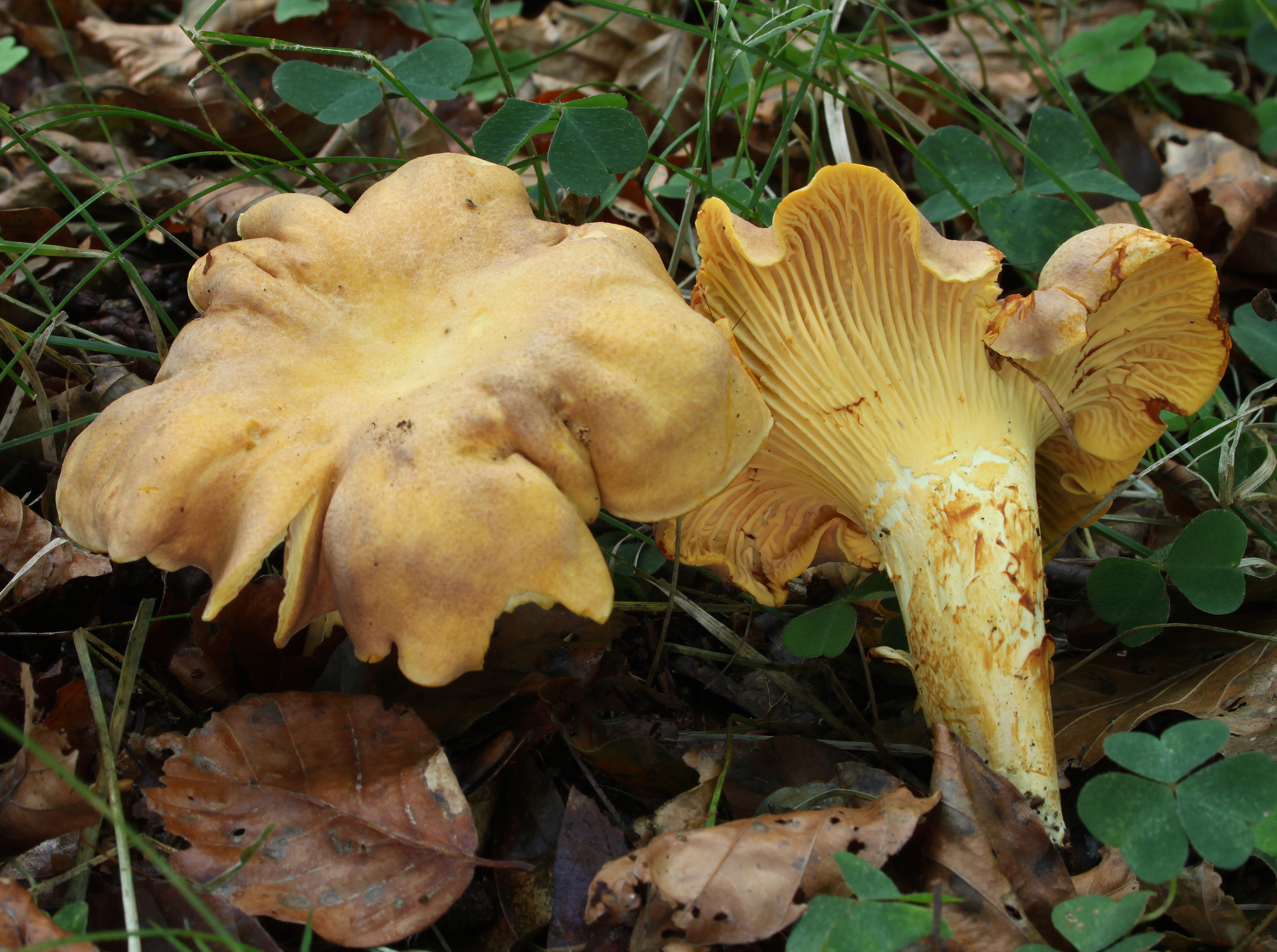
Cantharellus amethysteus
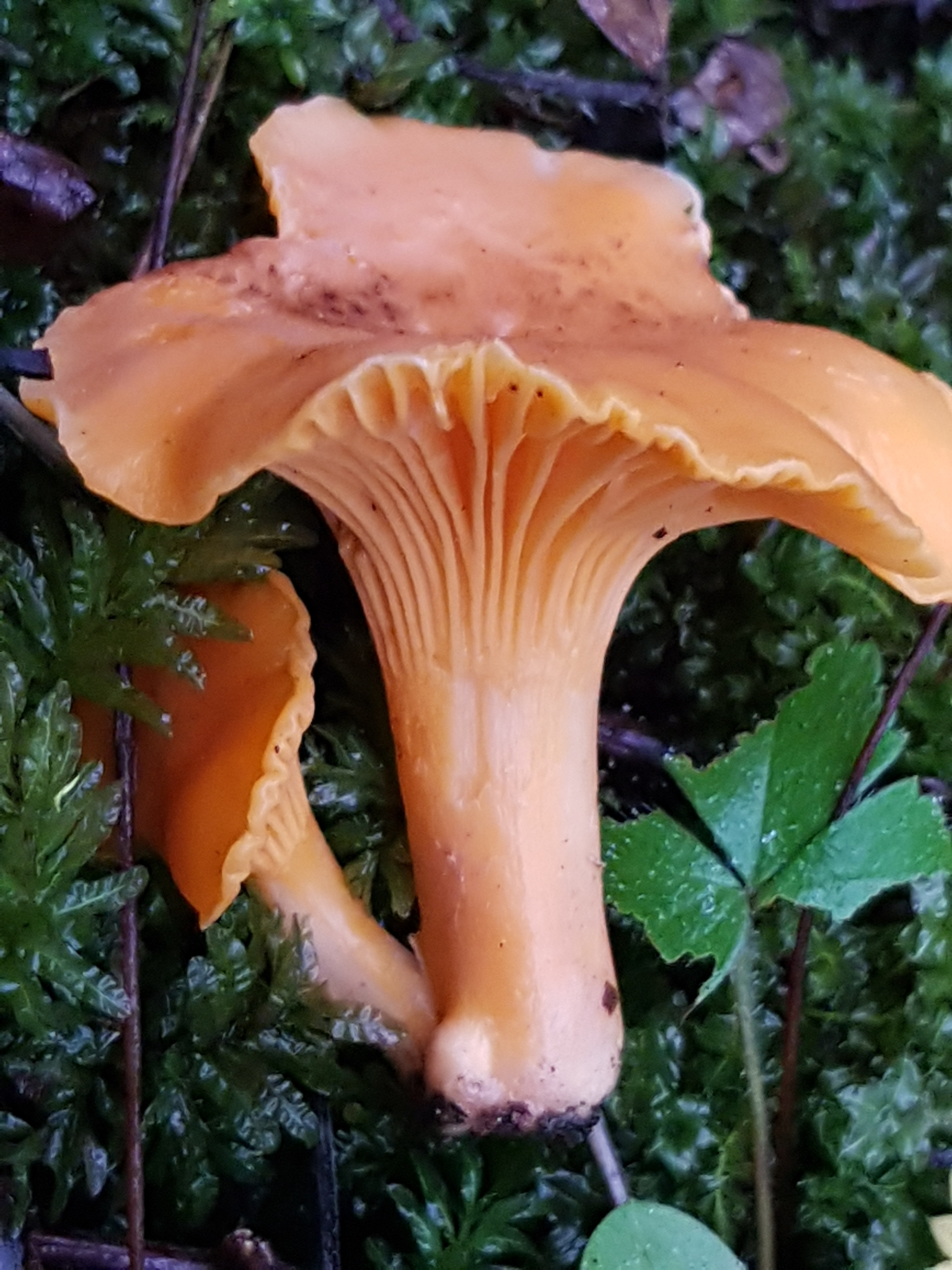
Cantharellus cibarius
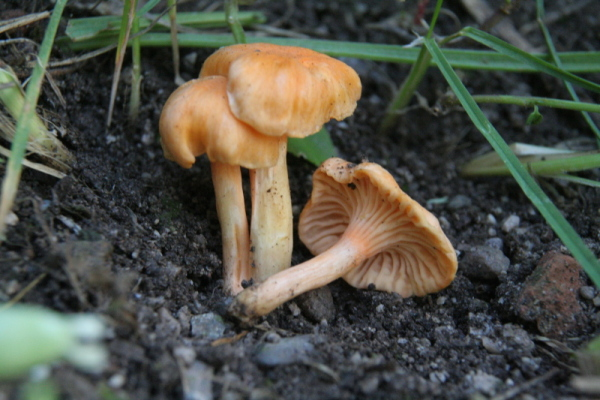
Cantharellus friesii
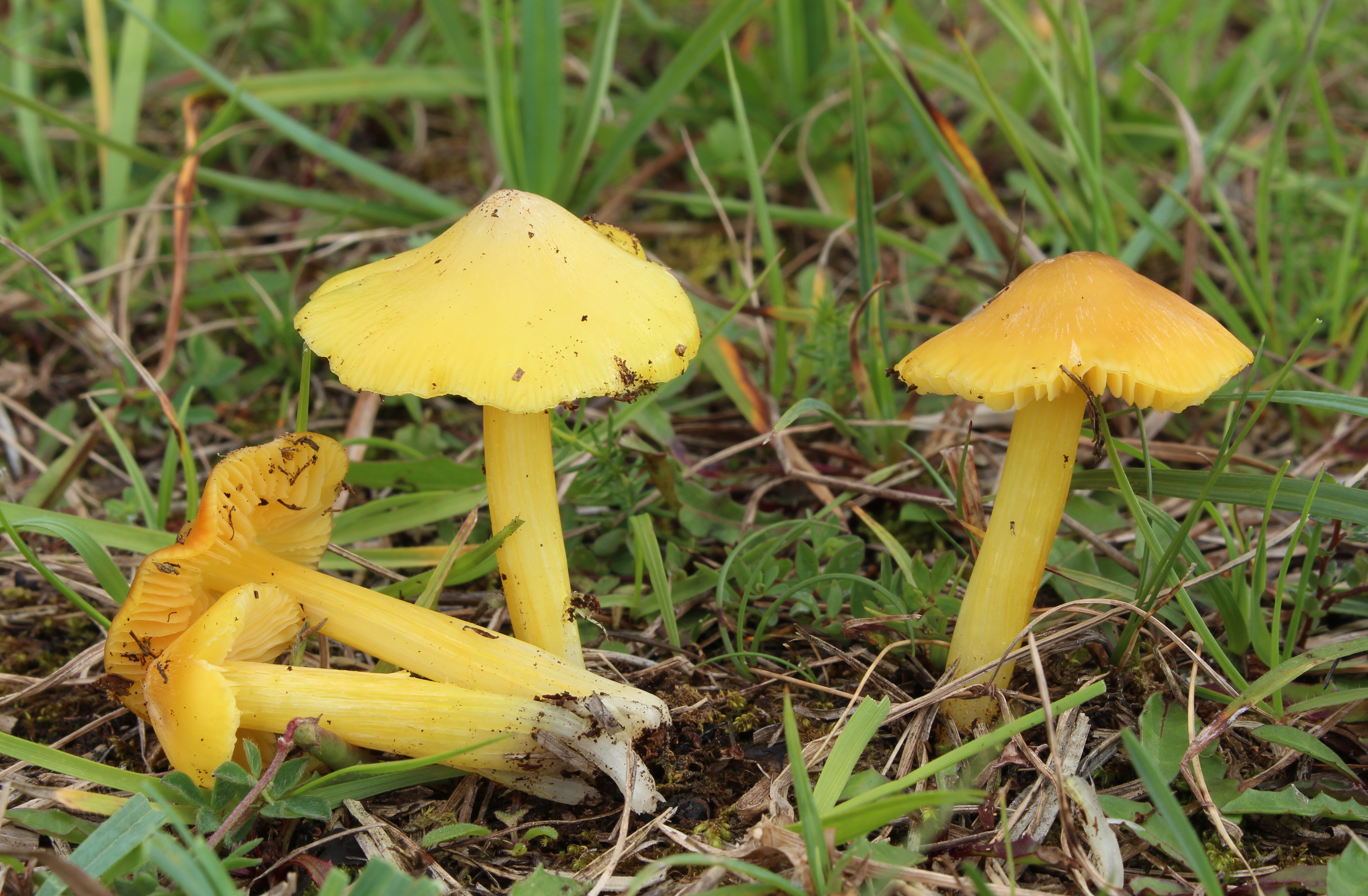
Hygrocybe acutoconica
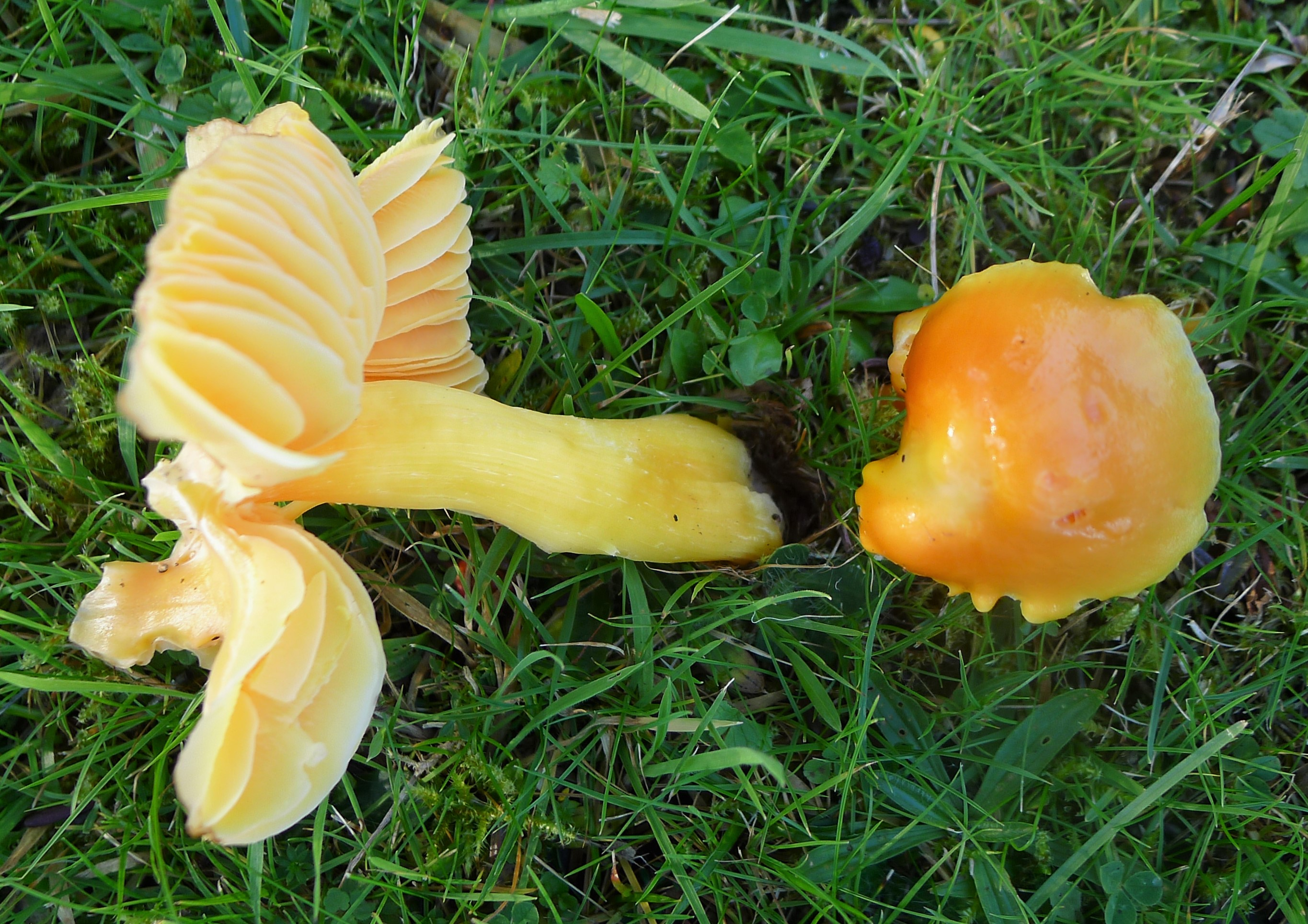
Hygrocybe aurantiosplendens
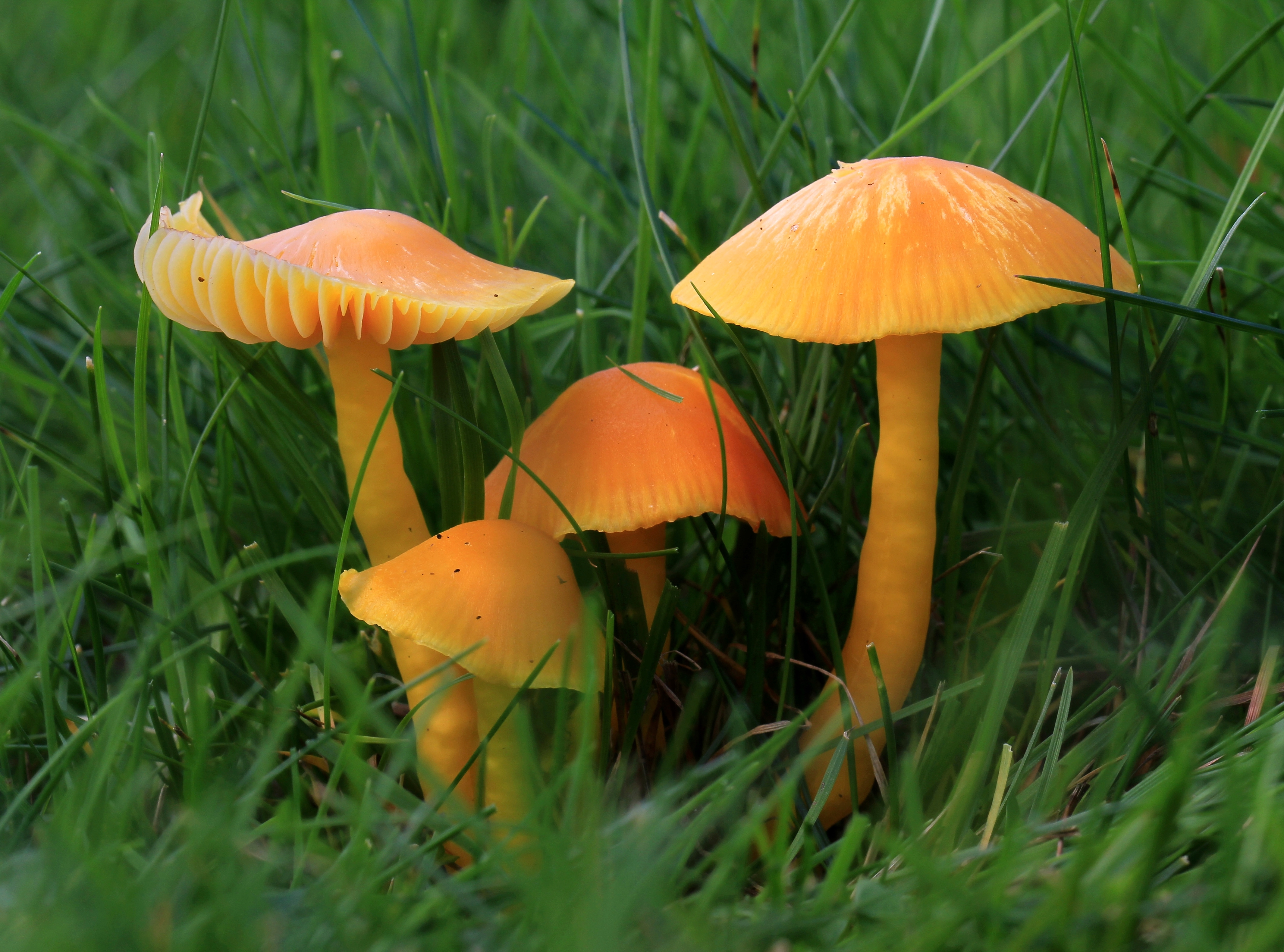
Hygrocybe ceracea

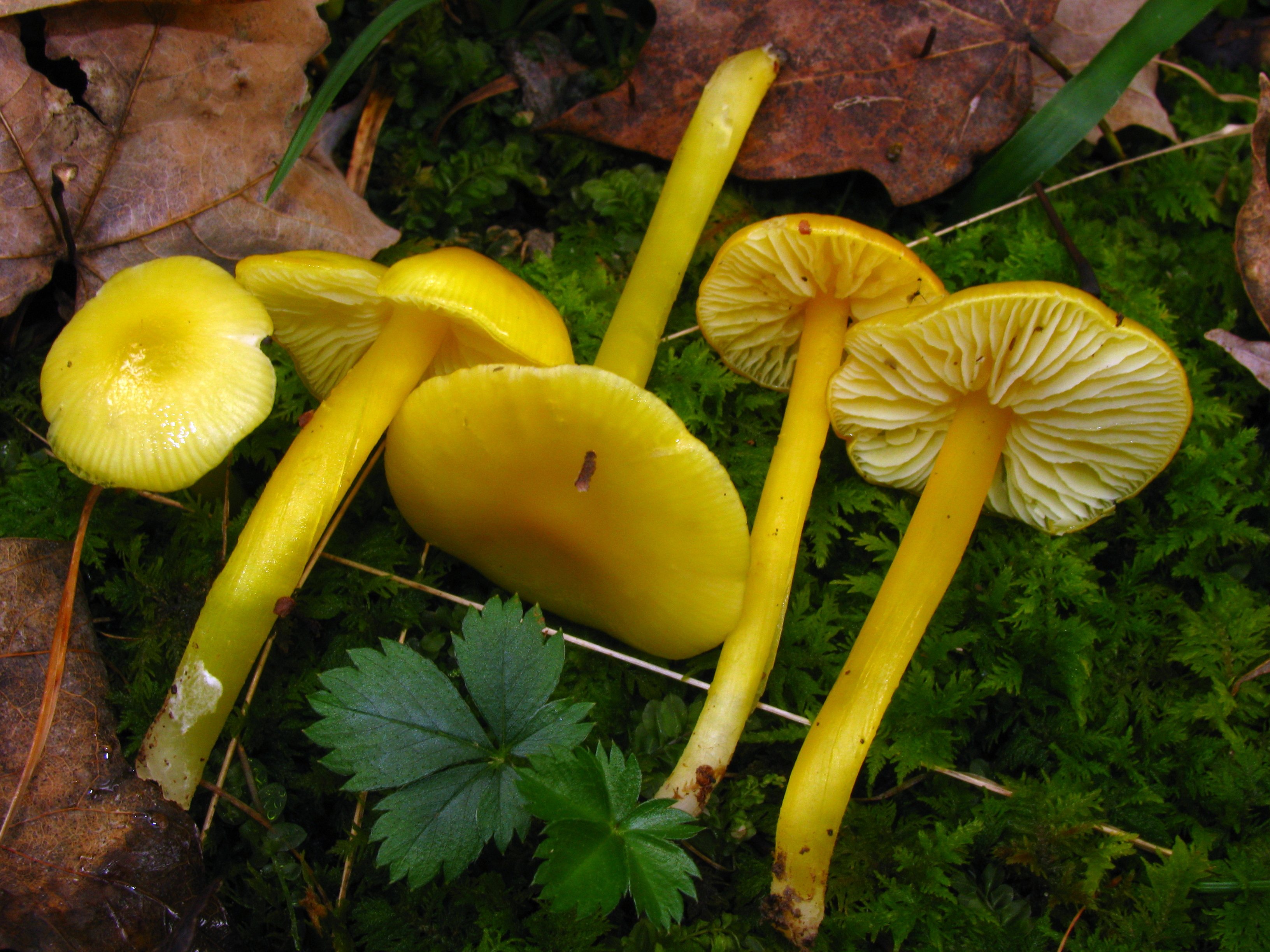
Hygrocybe chlorophana
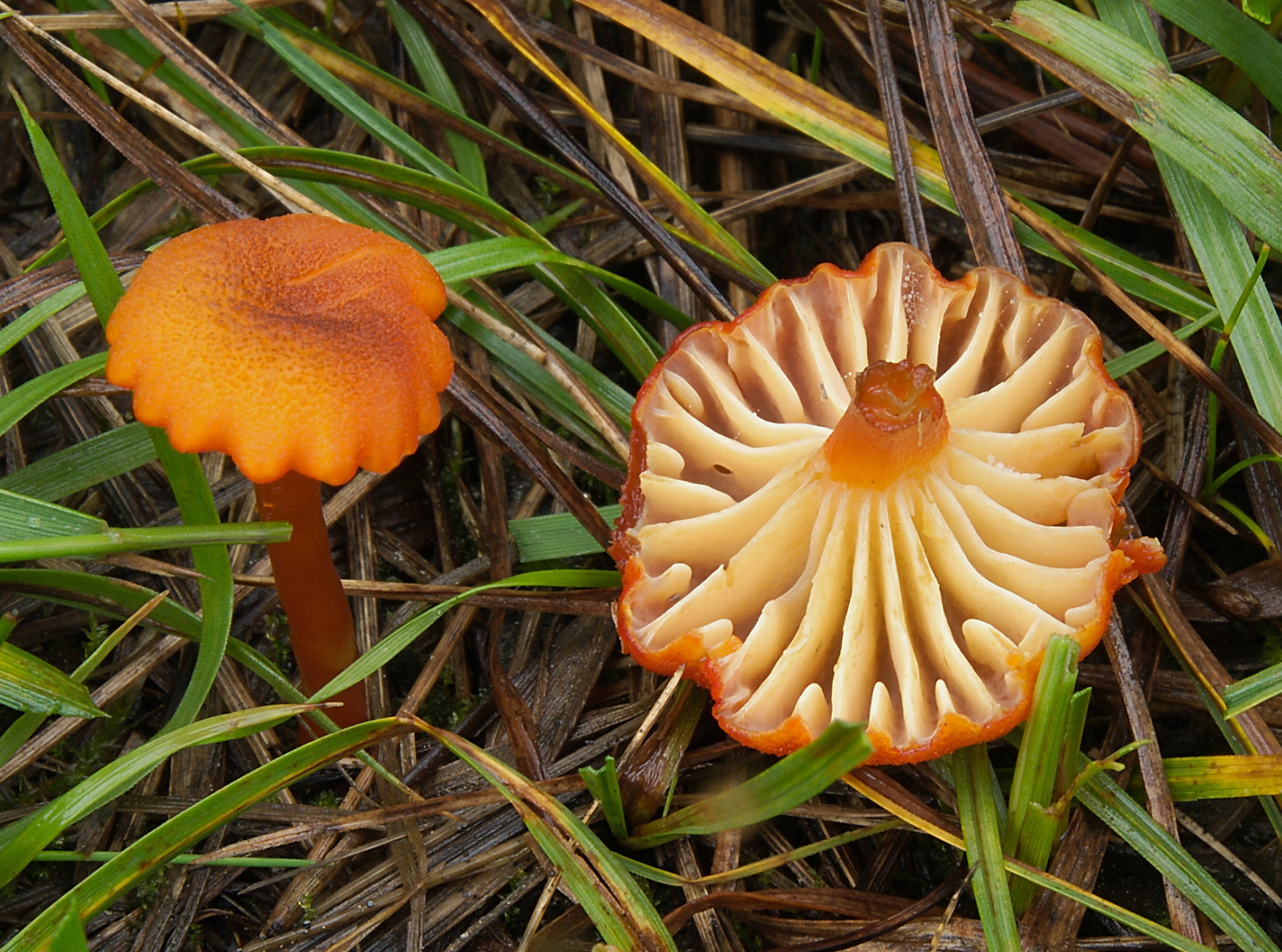
Hygrocybe coccineocrenata
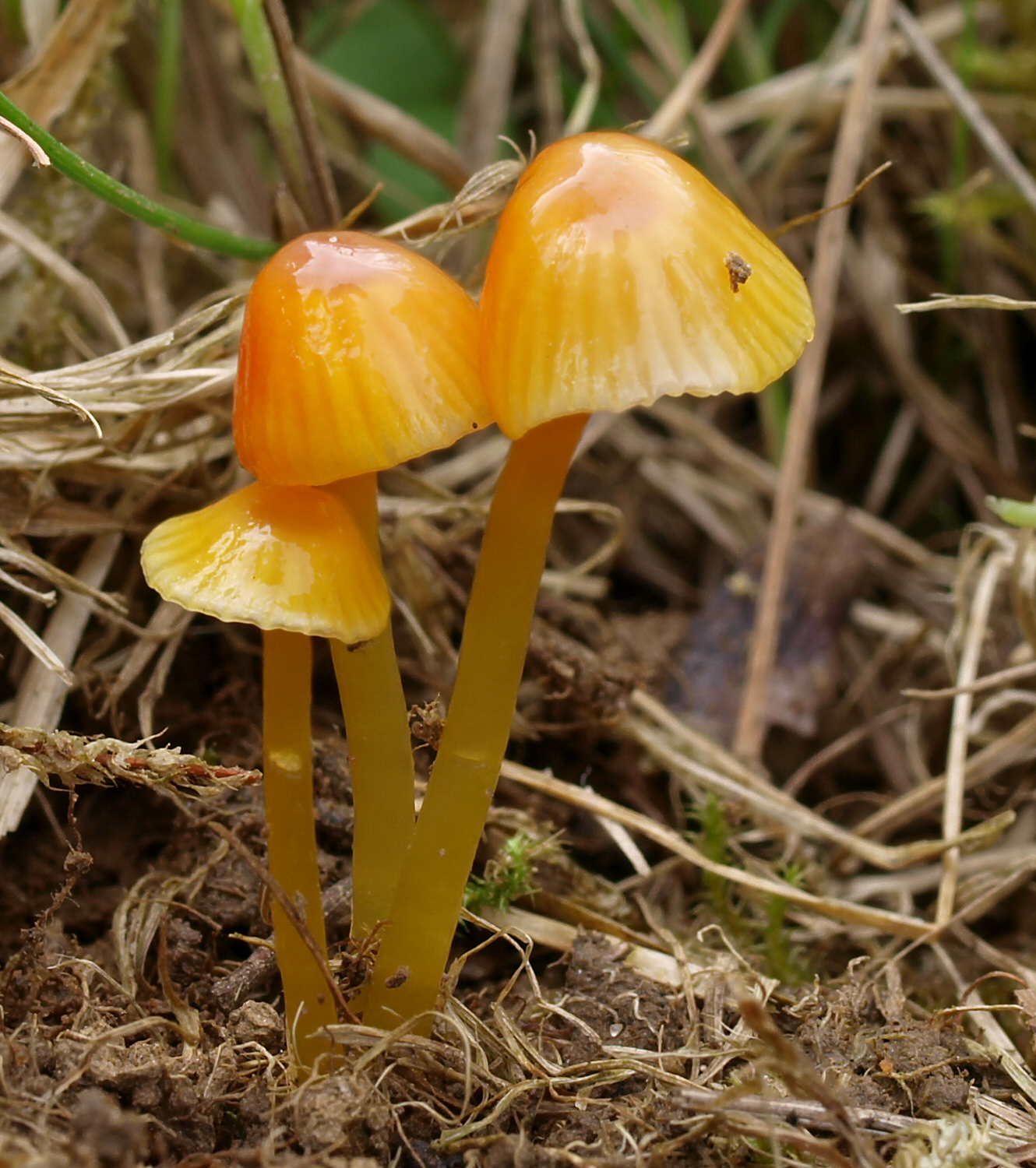
Hygrocybe glutinipes
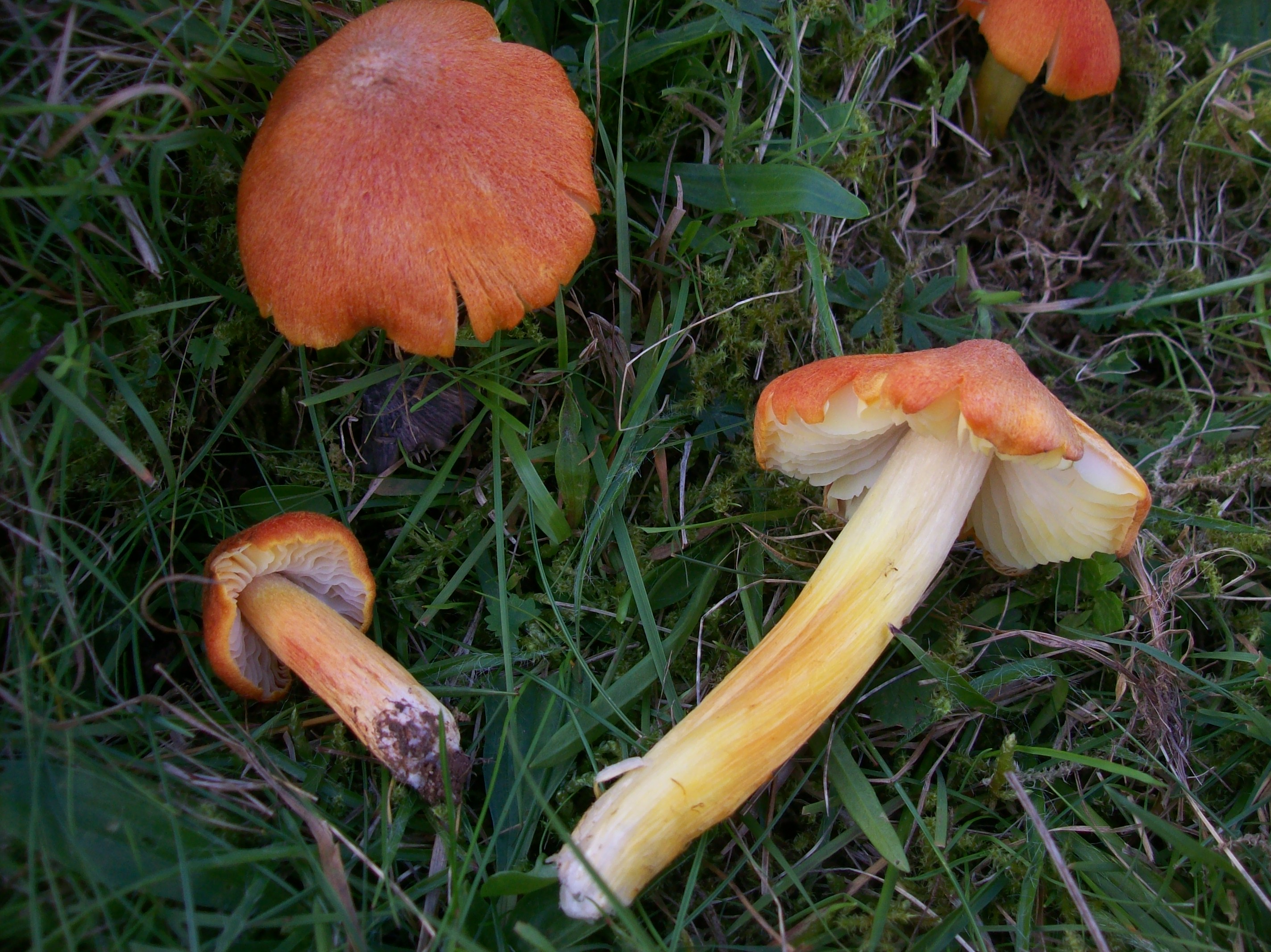
Hygrocybe intermedia
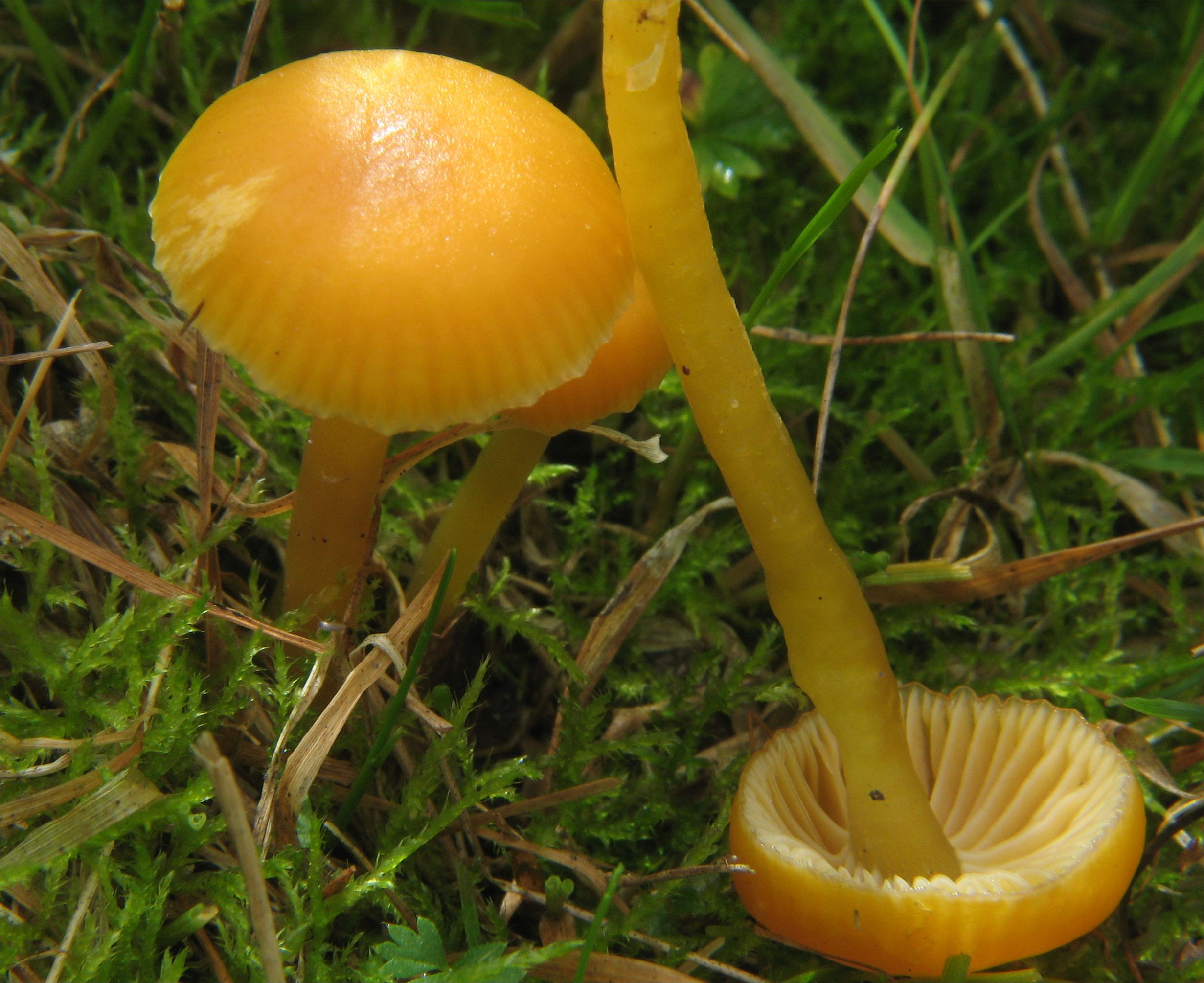
Hygrocybe laeta sin. Gliophorus laetus

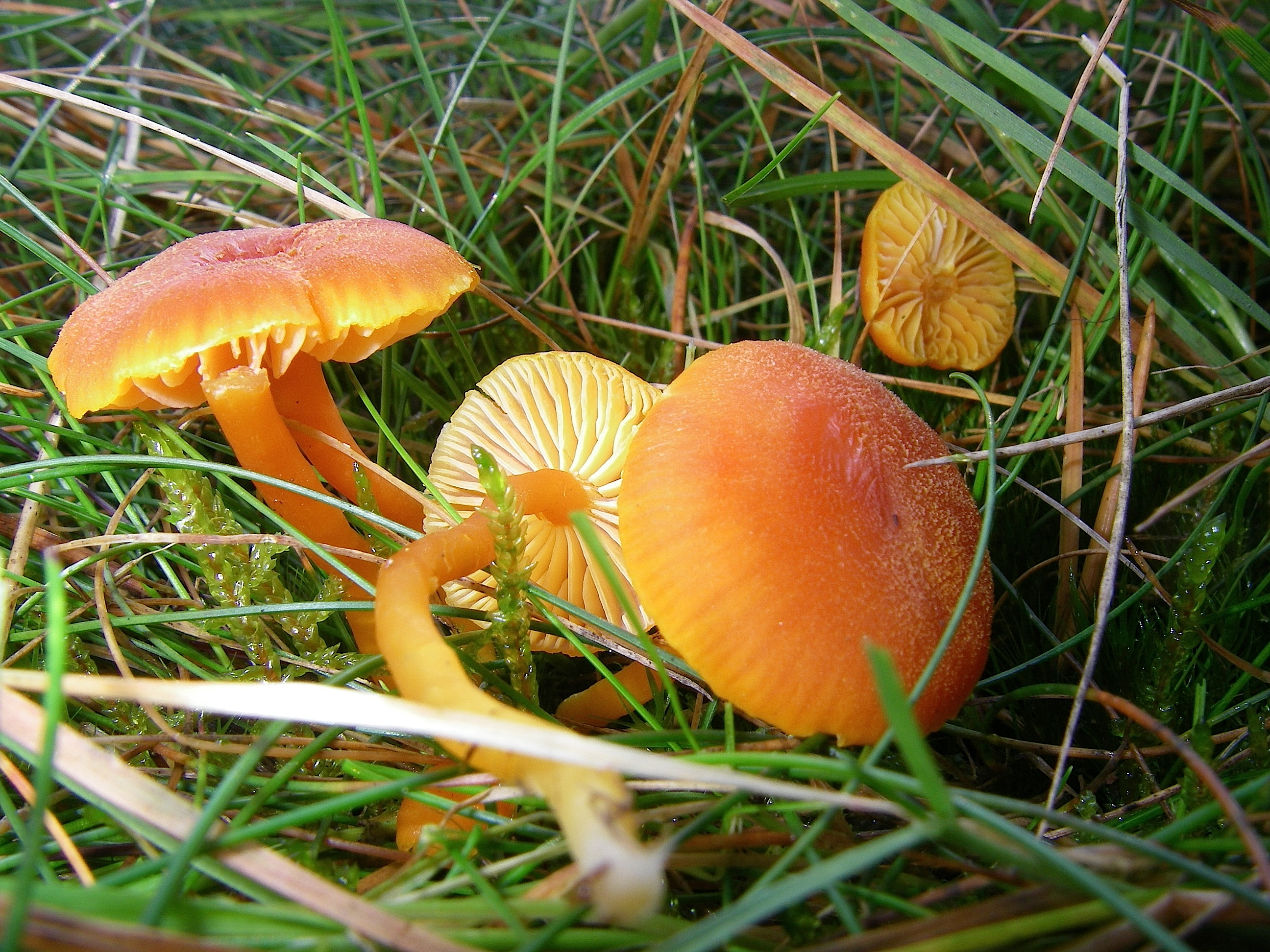
Hygrocybe miniata
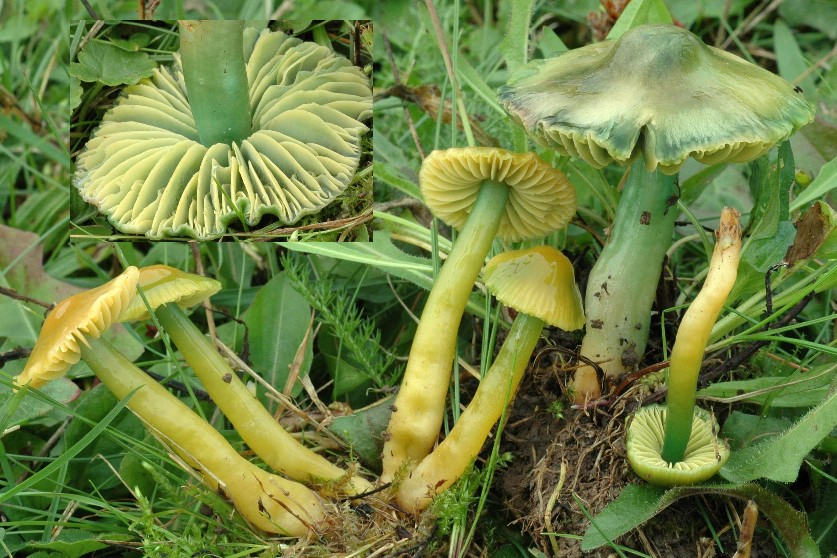
Hygrocybe psittacina sin. Gliophorus psittacinus
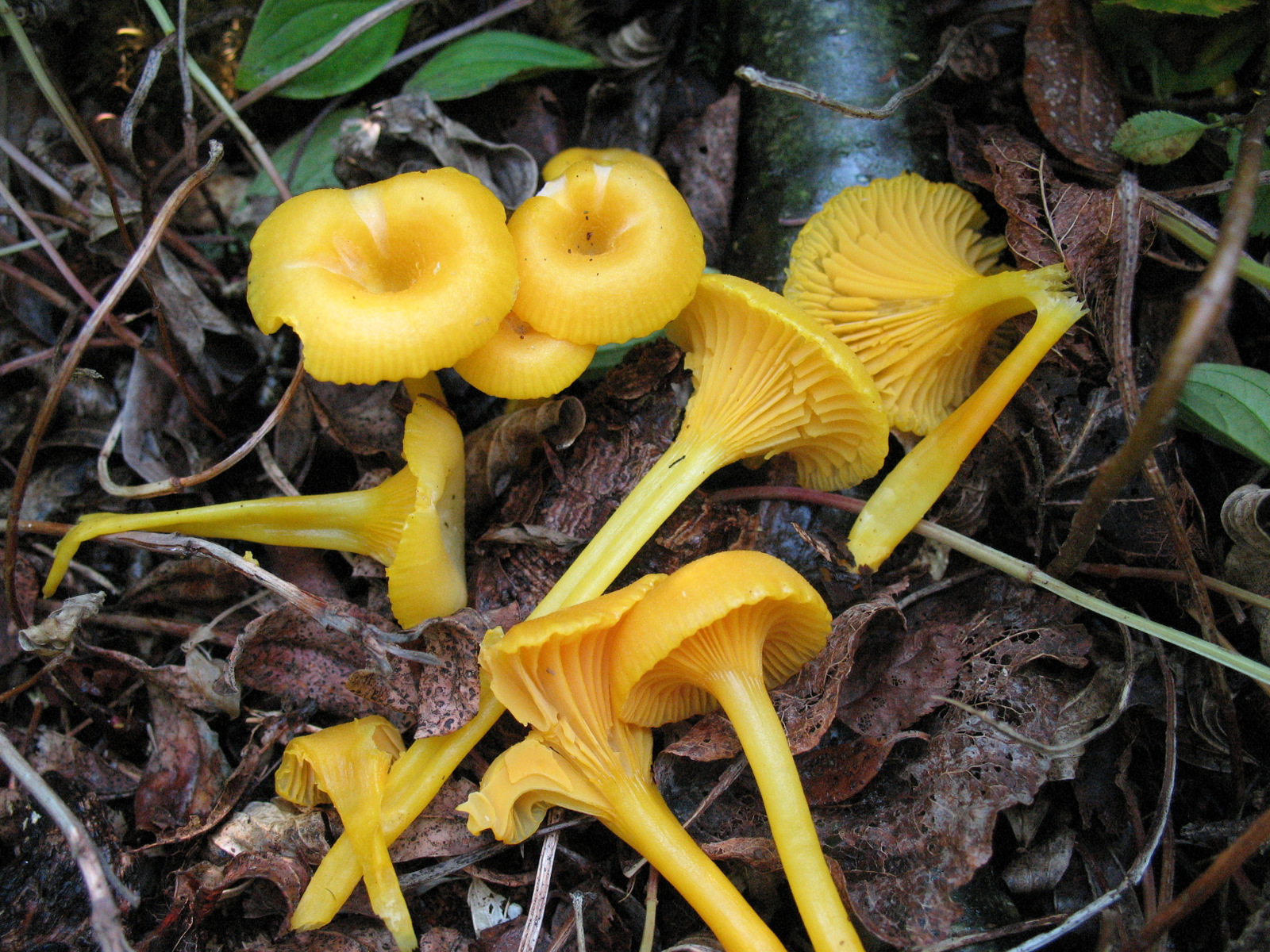
Hygrocybe vitellina sin. Gloioxanthomyces vitellinus
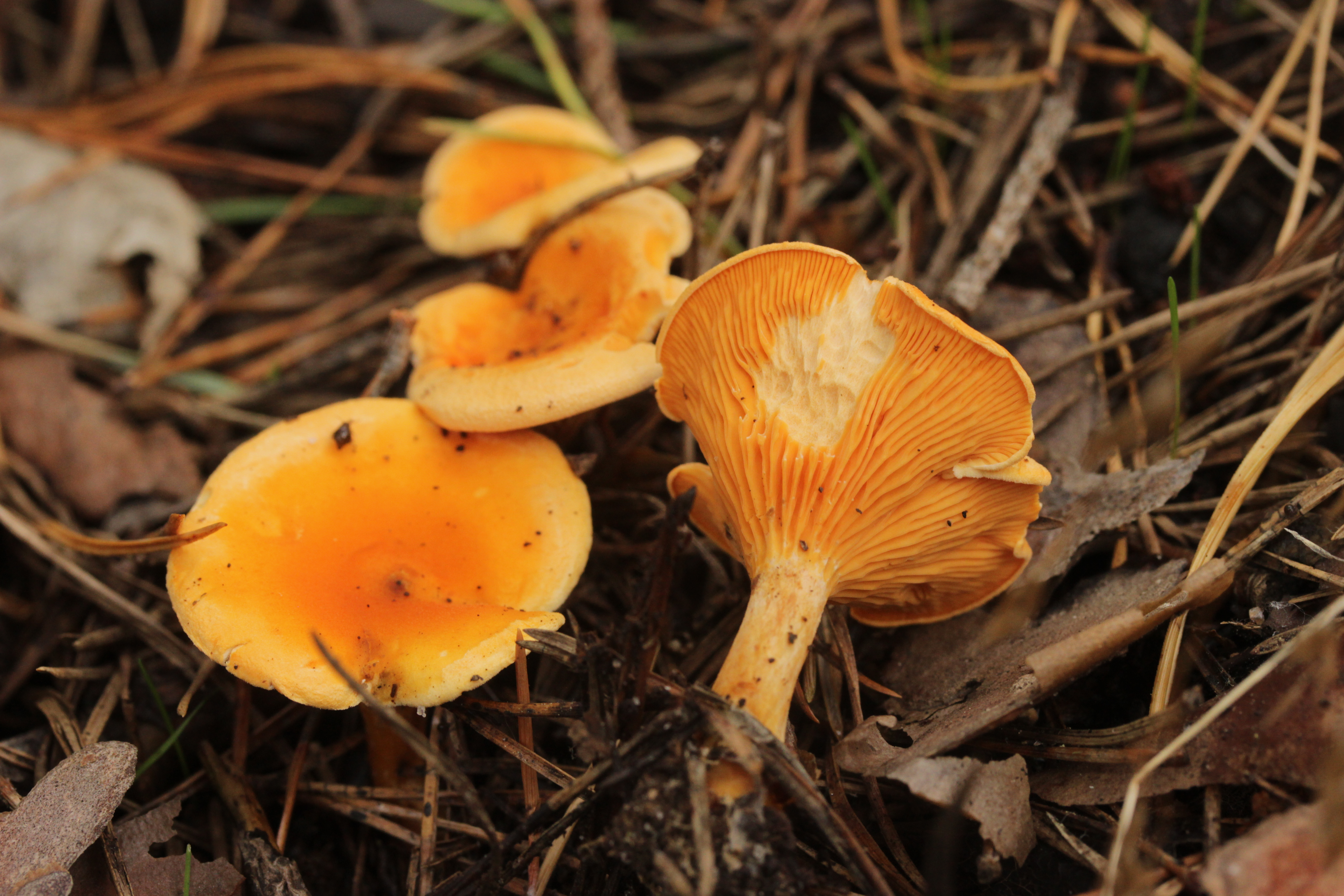
Hygrophoropsis aurantiaca

## Valorificare
Hygrocybe cantharellus este o specie de ciuperci comestibile, dar fără mare valoare culinară. Acolo unde apare rar, ar trebui fi cruțată și lăsată la loc.